# ام.آی.ای.ام.آی
| بررسی انتقادی  | بررسی انتقادی |
| منبع           | رتبه‌بندی      |
| -------------- | ------------- |
| آل‌میوزیک       | [ ۱ ]         |
| RapReviews.com | [ ۲ ]         |
| مجله استایلوس  | B             |

 «اِم.آی.اِی.اِم.آی» اولین البوم این خواننده است.(به انگلیسی: .M.I.A.M.I) (مخفف "Money Is a Major Issue"، به معناي پول مشكل بزرگيه) آلبوم موسیقی از پیت‌بول، خوانندهٔ کوبایی–آمریکایی است که در سال ۲۰۰۴ منتشر شد.او به خاطر اینکه در میامی به دنیا امده اسم البوم خود را M.I.A.M.I گذاشته است.